# كأس أيرلندا الشمالية 1977–78
كأس أيرلندا الشمالية 1977–78 (بالإنجليزية: 1977–78 Irish Cup)‏ هو موسم من كأس أيرلندا. كان عدد الأندية المشاركة فيه  16، وفاز فيه نادي لينفيلد.